# Karel Kožíšek
Karel Kožíšek (* 6. srpna 1977) je bývalý český reprezentant v rychlostní kanoistice, mistr světa, Evropy a plzeňský trenér.
Jeho spolujezdci byli Jan Břečka, Petr Fuksa a Petr Netušil. V Plzeňské loděnici TJ Prazdroj Plzeň (oddílu rychlostní kanoistiky) ho trénoval jeho otec Karel Kožíšek st a dnes je zde také trenérem.